# Parc national de la Guadeloupe
Le parc national de la Guadeloupe est un parc national français situé dans le département de la Guadeloupe aux Antilles françaises. Il a été créé le 20 février 1989 et a pour but de protéger le point chaud de biodiversité des îles caraïbes, abritant ainsi une faune et une flore particulièrement riches, avec une fort taux d'endémisme insulaire.
Le territoire du parc est également reconnu réserve de biosphère par l'UNESCO depuis 1992 sous l'appellation « archipel de la Guadeloupe ».
En 2014, le parc a été labellisé dans une liste verte des aires protégées, lors du congrès mondial des parcs nationaux de Sydney.

### Repères géographiques

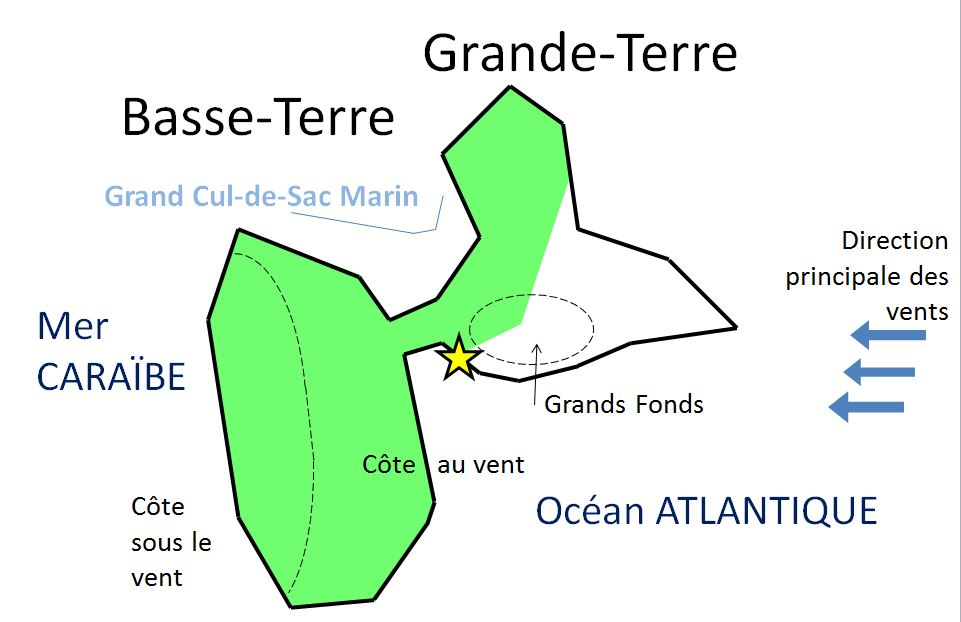
Carte simplifiée de la Guadeloupe, avec quelques noms de lieux. Le parc national est coloré en vert, l'étoile situe Pointe-à-Pitre

## Histoire

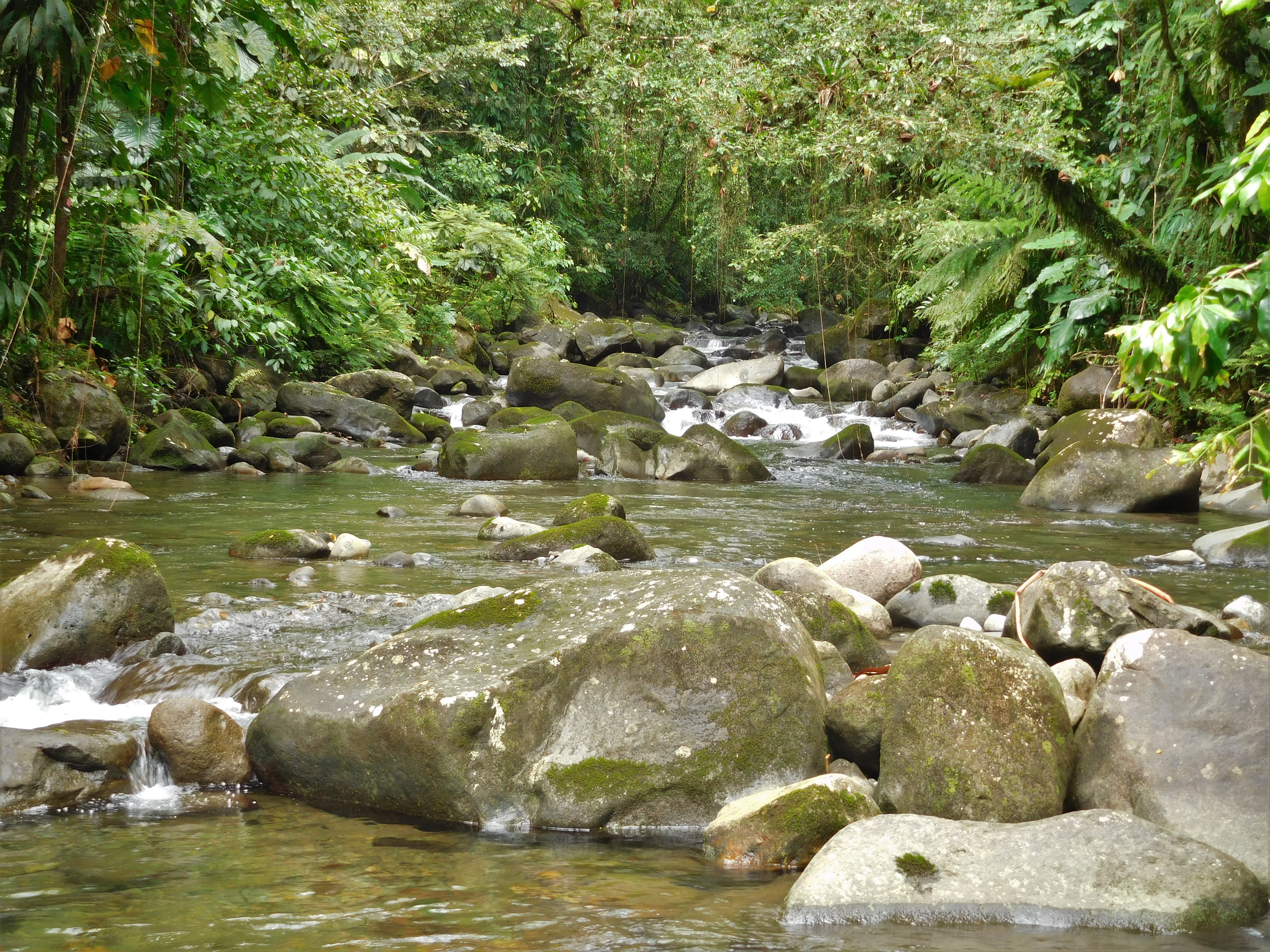
La rivière Moreau du parc naturel

Logo du parc.

La forêt tropicale et le massif montagneux de la Basse-Terre constituent une zone de biodiversité exceptionnelle en France, et dans les années 1970 le conseil général de la Guadeloupe a décidé de mettre ce patrimoine naturel en valeur sous le nom de « parc naturel de Guadeloupe », géré par l'Office national des forêts (ONF), en y aménageant des sentiers de randonnée et en y créant des équipements d'accueil.
En 1977 a été émise l'idée de placer ce territoire à l'abri de risques de dégradations en le classant parc national et c'est le 20 février 1989 qu'est officiellement créé le parc national de la Guadeloupe, premier parc national d'outremer. En 1987, la réserve naturelle du Grand Cul-de-sac marin a été créée. Sa gestion est confiée au parc national en 1990.
En 1992, l'existence du parc national et de la réserve naturelle du Grand-Cul-de-Sac marin ont permis à la Guadeloupe d'être désignée réserve de biosphère par l'UNESCO sous le nom d'« archipel de la Guadeloupe », lui concédant une reconnaissance internationale.

## Géographie

### Orogénèse, géologie et pédologie
L'île de la Guadeloupe appartient à l'arc interne des Petites Antilles qui s'est formé par la subduction de la plaque tectonique américaine sous celle des Caraïbes. La Basse-Terre s'est formée il y a environ 10 millions d'années sous l'effet du volcanisme, tandis que la Grande Terre est composée de calcaire corallien, elle doit son origine à l'accrétion de matériaux sous-marins.
Le point culminant est le volcan de la Soufrière: avec ses 1 467 mètres, c'est le point le plus haut des Petites Antilles.

### Hydrologie
En conséquence de la météorologie hétérogène selon les zones de l'archipel, les régimes hydrographiques sont fortement différenciés : Sur la Grande-Terre, en raison de la faible pluviométrie, en période sèche l'eau ne coule pas dans les ravines. Sur la Basse-Terre les cours d'eau ont un régime permanent grâce à la forte pluviométrie, au ruissellement et aux résurgences des nappes phréatiques d'altitude. Comme indiqué dans les guides touristiques (exemples), la baignade en rivière peut être dangereuse car les eaux peuvent monter brusquement après une averse, et passer d'un débit de 1 m3.s-1 à 300 m3.s-1 en quelques minutes.
Le bassin versant le plus important de la Guadeloupe est celui de la Grande Rivière à Goyaves, son embouchure est classée en cœur de parc. Avec sa surface de 158 km2, il fait figure d'exception parmi les bassins versants de la Basse-terre dont la superficie varie en moyenne entre 10 et 30 m2
Treize cours d'eau du parc sont classés dans une « liste 1 » interdisant tous travaux susceptibles d'en modifier le tracé ou le débit, ce que le code de l'environnement qualifie d'« atteinte à la continuité écologique ». Des aménagements doivent être réalisés sur 7 tronçons de cours d'eau pour rétablir la capacité des espèces aquatiques à circuler librement.

#### Captage d'eau et assainissement
S'agissant de l'eau potable, 70 % du volume des captations de l'île se fait dans les rivières de Basse-Terre, à l'instar de la Prise d'Eau de Bras-David, et donc dans le PNG lui-même, 50 % du total se faisant même en cœur du parc.

## Périmètre
Le parc s'étend au nord-ouest sur la quasi-totalité de la Basse-terre, où il protège une grande surface de forêt tropicale (17 300 hectares) humide et irriguée ainsi que les fourrées et savanes montagneuses qui forme une partie de son cœur. Sur la Grande-terre, 5 communes viennent compléter la zone d'adhésion. Les communes de Baie-Mahault et Pointe-à-pitre viennent séparer ces deux parties du parc national. En milieu marin, le PN comprend également le Grand Cul-de-sac marin et un quadrilatère, orienté vers le nord-ouest qui s'avance en mer caraïbe.

### Zonages
Les parcs nationaux sont divisés en deux types de zones : le Cœur et l'Aire d'adhésion.
Depuis le décret du 3 juin 2009, le cœur du parc intègre les zones anciennement classées « réserve naturelle » dans le Grand Cul-de-sac marin, les îlets Kahouanne et Tête à l'Anglais, ainsi que les fonds marins autour des îlets Pigeon.
|                               | Cœur                           | Aire d'adhésion | Aire Optimale d'adhésion | Aire maritime adjacente |
| ----------------------------- | ------------------------------ | --------------- | ------------------------ | ----------------------- |
| Superficie                    | 21 850 ha dont 3 300 ha marins | non communiqué  | 94 065 ha                | 130 800 ha              |
| Nombre de communes concernées | 15                             | 16              | 21                       | x                       |

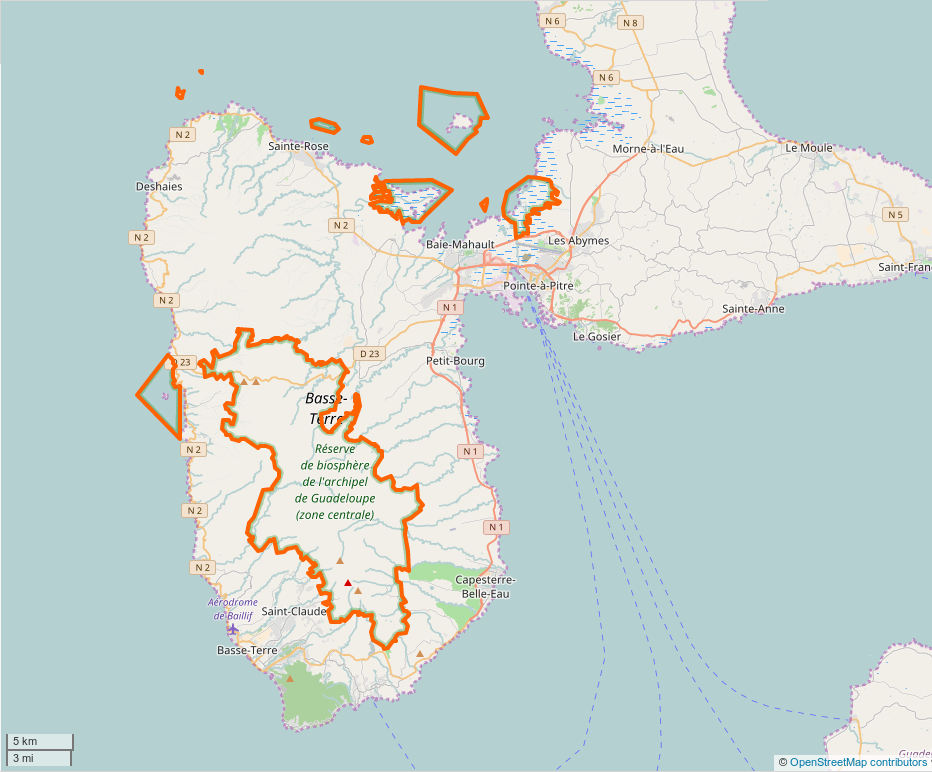
Périmètre des zones de cœur du parc national.

Sur les 21 communes du parc, 16 ont adhéré à la charte. Consécutivement seules ces dernières font partie de l'aire d'adhésion. Les zones hors-cœur des communes n'ayant pas adhéré ne font, par définition, pas partie de l'aire protégée.
La réserve de biosphère, dont les limites coïncident avec celles du PN, est divisée en zone centrale, zone tampon et zone de transition.Il existe une réserve biologique dirigée, gérée par l'Office national des forêts, qui protège plusieurs massifs de forêt sèche dans la partie nord de la Grande-Terre (dans le parc national), notamment sur le littoral de l'Anse Maurice à l'Anse Laborde en passant par la Grande vigie et également la Barre de Cadoue. Par ailleurs, le grand cul-de-sac marin est inscrit comme zone Ramsar, c'est-à-dire une zone humide d'importance internationale pour les oiseaux. Et l'ensemble de la zone économique exclusive autour de la Guadeloupe est classée sous le nom de sanctuaire marin AGOA.
La création de réserves intégrale est projetée, d'après le plan des vocations des différents secteurs du parc national.
En périphérie de la zone protégée, le parc mène des actions de développement durable sur les communes de Pointe-Noire, Bouillante et Vieux-Habitants.

## Organisation

### Administration
L'établissement public parc national de la Guadeloupe qui gère le territoire du même nom a pour mission de connaître et de protéger les espaces qui lui sont confiés. Il doit mettre ce patrimoine à la disposition du public et conduit une politique d'éducation à l'environnement. Enfin, il agit en faveur de l'amélioration du cadre de vie et du développement durable.
Rattaché au ministère chargé de l'environnement, le parc national est administré par un conseil d'administration d'environ soixante personnes composé d'élus, de représentant de l'administration et de personnalités qualifiées.
L'équipe chargée de gérer le fonctionnement technique de l'établissement compte environ trente agents de terrain, auxquels s'ajoutent une quarantaine de personnels administratifs. Elle est secondée par un conseil scientifique composé d'une vingtaine de chercheurs, et 50 personnalités qui composent un conseil économique, social, et culturel.

### Programmes et actions

#### Marque «Esprit Parc»
Le parc national de la Guadeloupe a labellisé des hébergements, des opérateurs de plongée et d'autres sports de pleine nature, des musées, des produits alimentaires biologiques locaux, comme de la vanille, du café et du cacao, du miel et de produits maraîchers.

#### Programme d'études scientifiques
Dans le cadre de la lutte contre les espèces invasives le PN cherche à mettre au point une méthode rapide et efficace (plus que celles qui existent aujourd'hui) pour détecter et surveiller ces espèces en milieu aquatique, basée sur l'ADN environnemental. La méthode consiste, dans un premier temps, à prélever un échantillon d'eau du milieu aquatique, puis, dans un deuxième temps, à en extraire l'ADN en laboratoire, avant d'amplifier et de séquencer celui-ci afin de connaitre les espèces présentes dans le milieu. Le projet GUAD3E cherche à tester un protocole éprouvé en métropole dans des conditions tropicales.
La première campagne d'étude, réalisée sur 9 cours d'eau de la Basse-Terre, a permis de montrer que toutes les espèces capturées par la méthode traditionnelle de capture (par pêche électrique) pouvait être détectées grâce à l'ADN environnemental.
En Guadeloupe, comme dans toutes les îles des Caraïbes, il est nécessaire de protéger les populations contre les crues des rivières et autres phénomènes causés par les cyclones tropicaux. Les équipements de génie civil réalisés pour assurer la protection des habitants nuisent parfois au fonctionnement des écosystèmes et à la biodiversité, le PN cherche à remplacer ces ouvrages par du génie écologique. Dans les premières phases de son projet le PN a établi une liste d'espèces indigènes utilisables selon leurs propriétés mécaniques et selon les écosystèmes. Des chantiers modèles ont ensuite été lancés, en février 2019.
L'objectif est à terme de former les entreprises locales et les collectivités à utiliser le génie végétal en priorité par rapport au génie civil.

#### Police de l'environnement
Le directeur d'un parc dispose des mêmes droits de police qu'un maire dans le cœur du parc national. De plus, le parc national compte dans ses rands plusieurs agents assermentés et commissionnés qui peuvent relever les infractions au code de l'environnement , de la forêt ou au code pénal.
En zone maritime, les infractions les plus fréquentes sont la pêche en zone interdite, le dérangement d’animaux, l'utilisation de véhicules nautiques à moteur (VNM) et la vitesse excessive dans la bande des 300 m, en particulier autour des îlets Fajou, Carénage et Pigeon.

## Tourisme

### Gîte
L'offre d'hébergement sur le département est de 20 000 lits, dont 12 000 centrés sur 80 hôtels essentiellement situés en dehors du parc national, à l'époque de la rédaction de la charte.

### Activités de pleine nature - circuits et points d'accueil

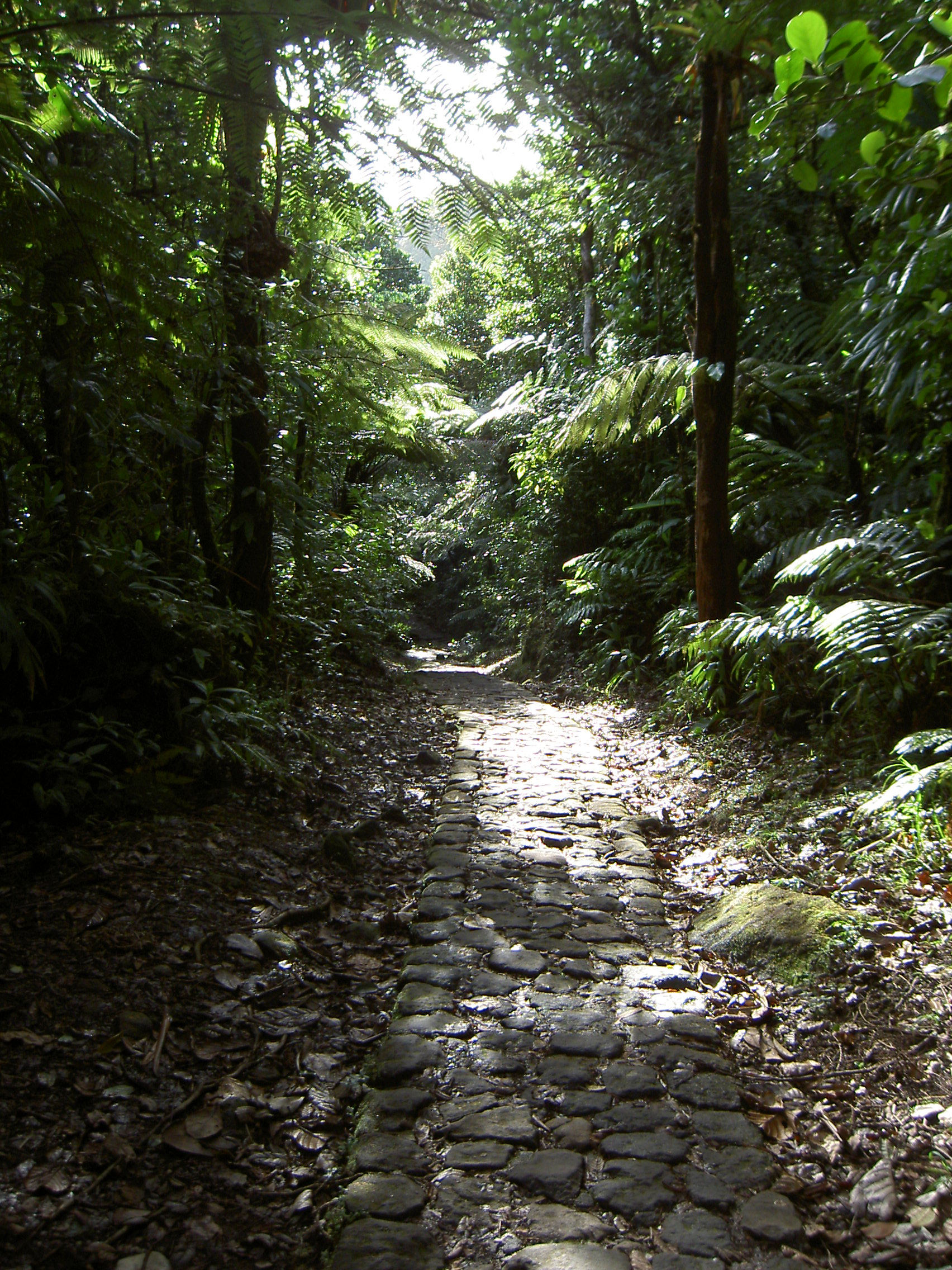
Chemin des bains jaunes, massif de la Soufrière.

Les sommets tout comme la forêt domaniale sous-jacente sont parcourus de chemins de randonnée balisés par un code couleur selon leur niveau de difficulté. Parfois désignés par des noms à l'instar de la route forestière Jules dans la boucle de l'INRA, ou la route des Bains Jaunes (ci-contre) qui mène à la Soufrière, ces sentiers forment un réseau de 300 km dans la forêt et le long du littoral du Grand Cul-de-Sac Marin. Le sentier de grande randonnée G1 traverse le parc sur Basse-Terre du nord au sud par la ligne de crête.
D'autres types d'infrastructures sont aussi présentes dans l'espace, comme, par exemple la Maison de la Forêt qui est aménagée de manière à faire découvrir les richesses végétales du site.

### Sites d'intérêt

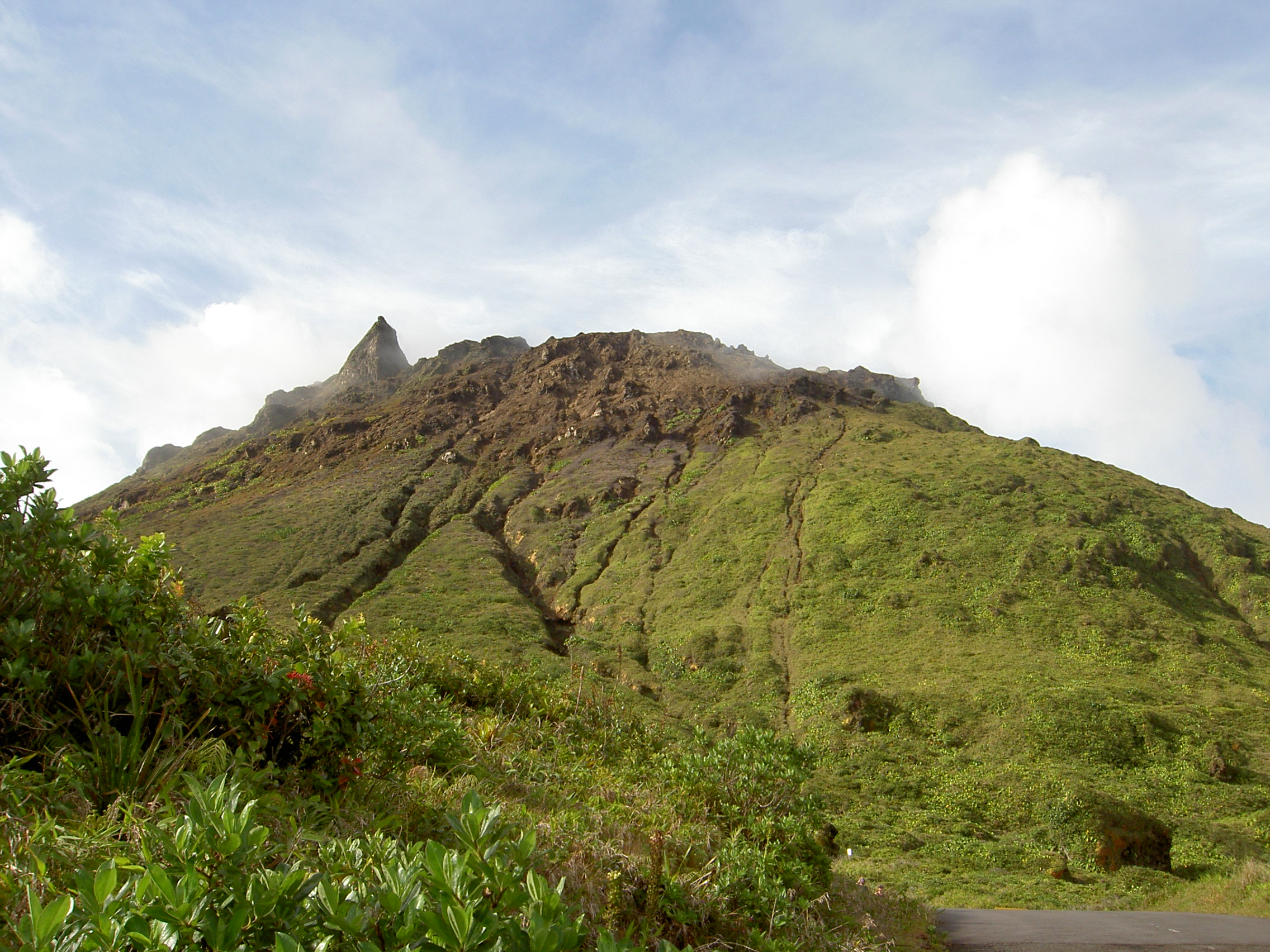
La Soufrière.
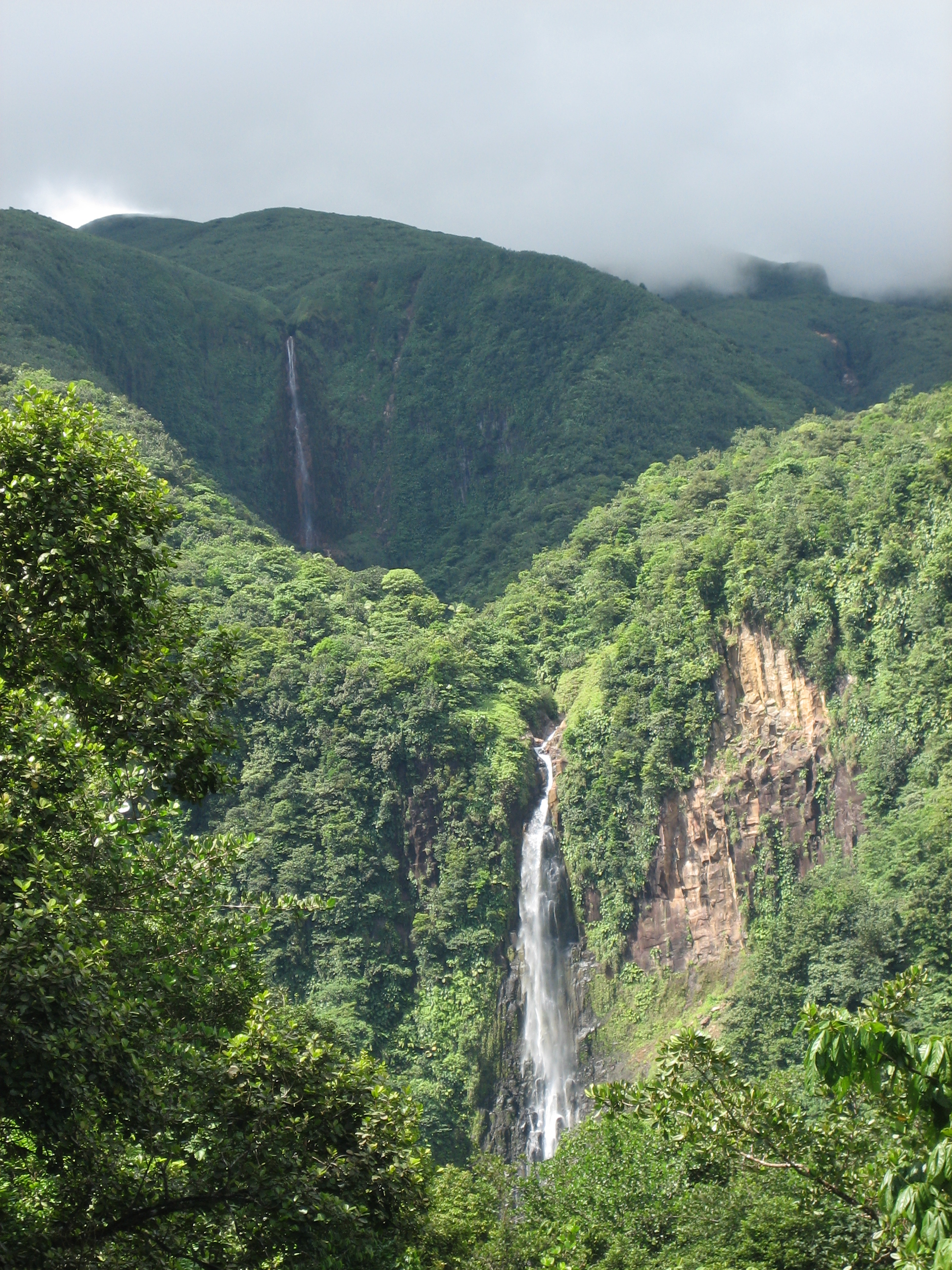
Les Chutes du Carbet.
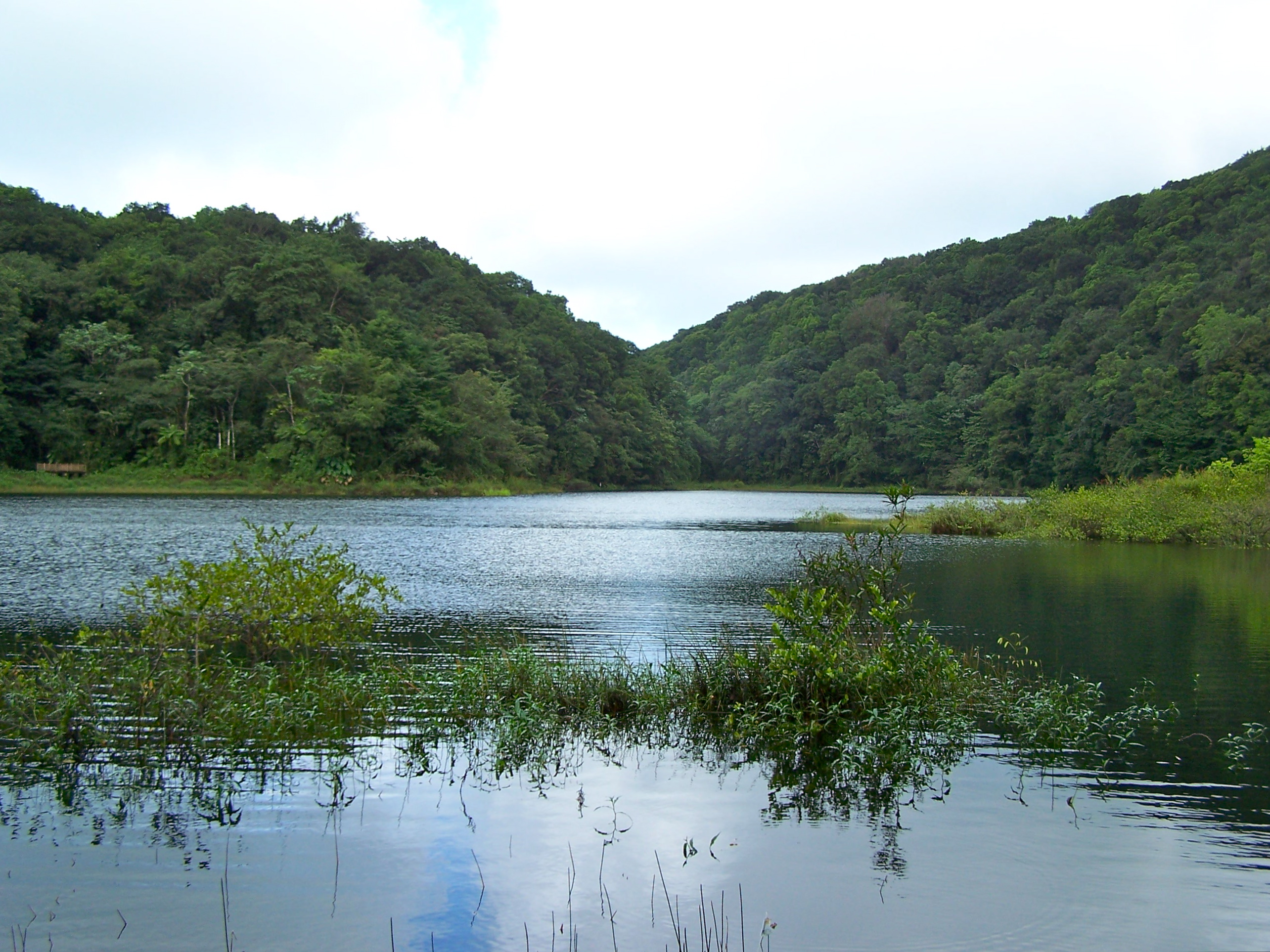
Le Grand-Étang.
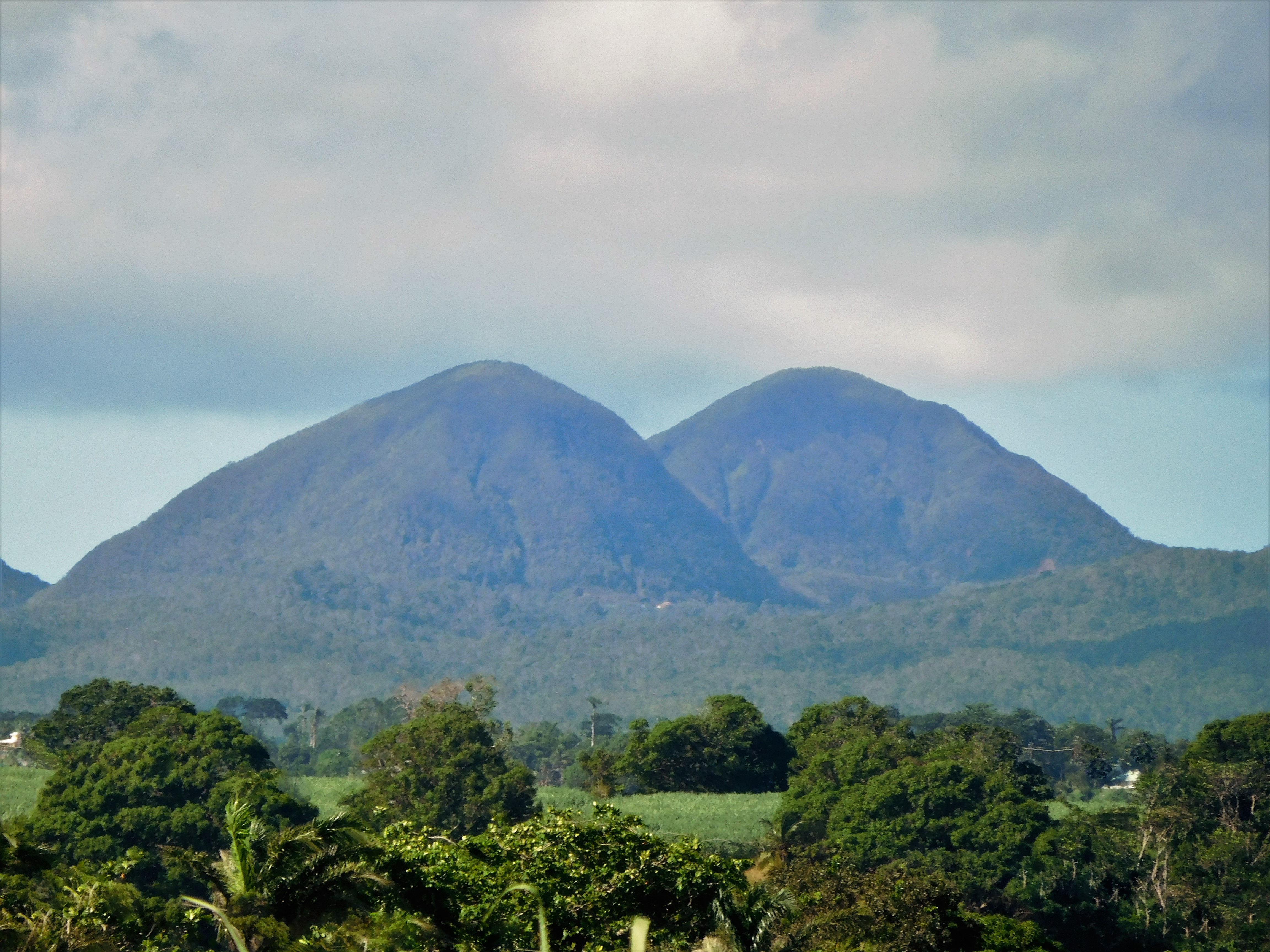
Les Deux Mamelles.
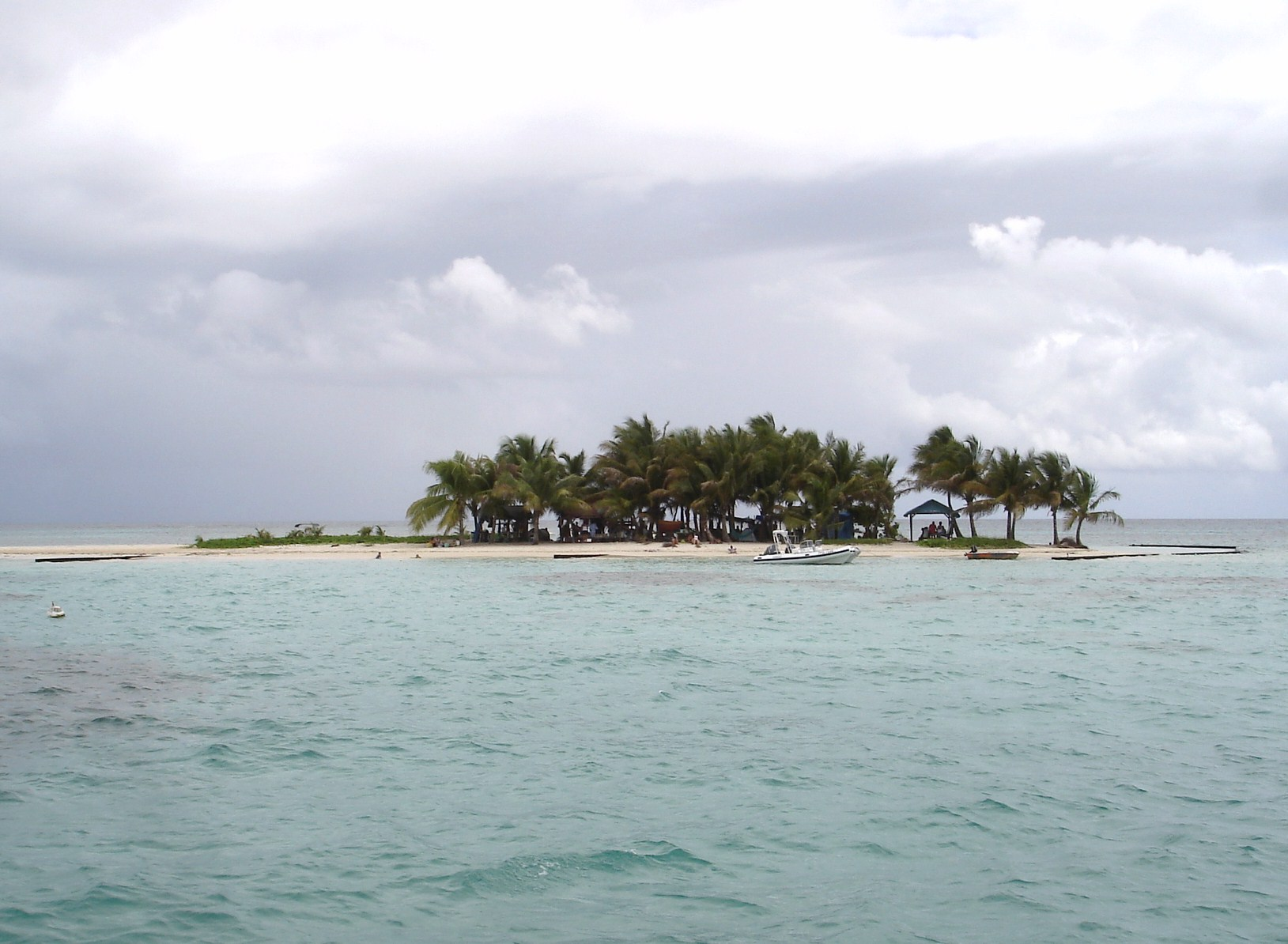
L'Îlet Caret dans le Grand Cul-de-sac marin.
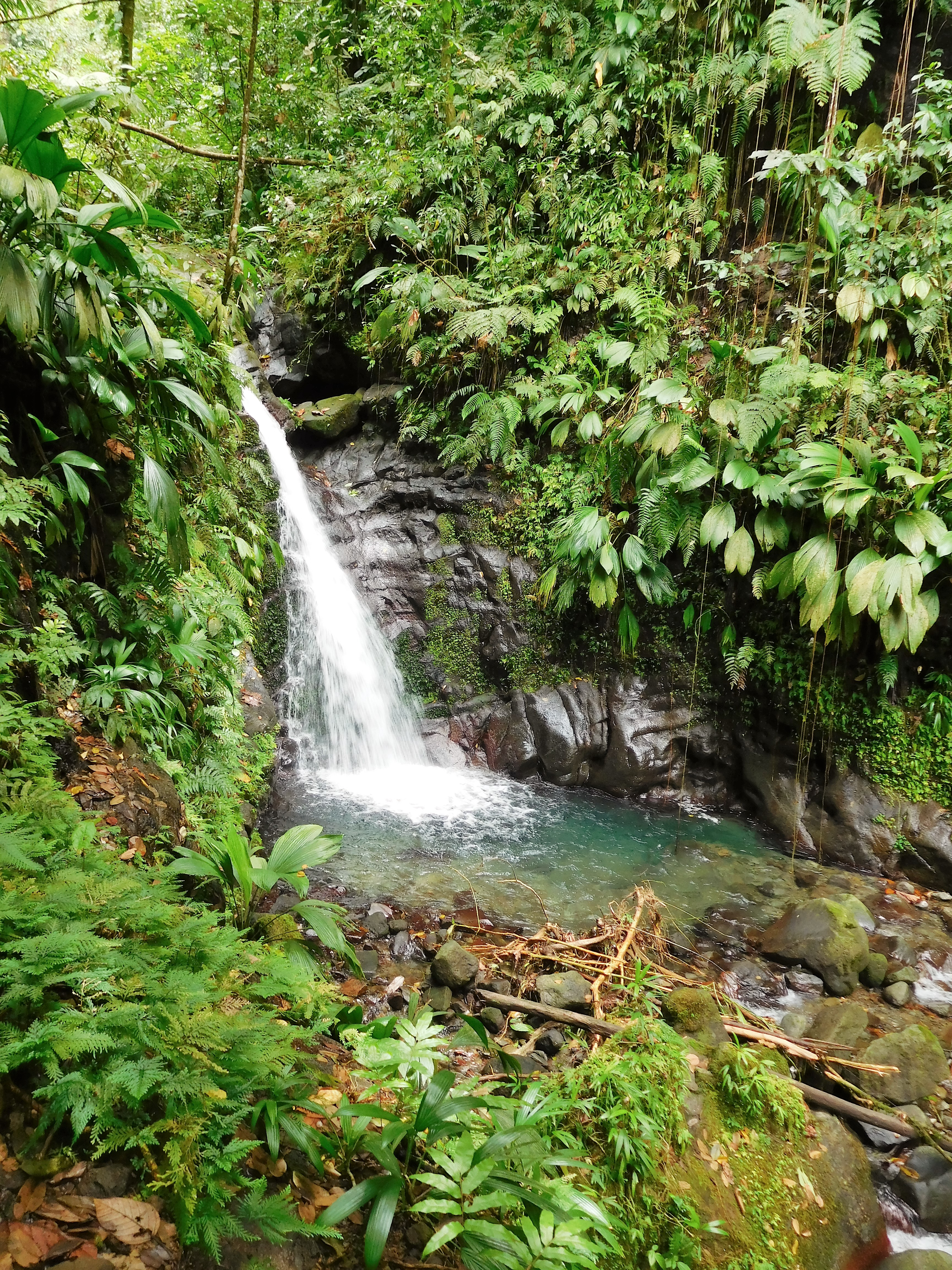
Chutes Moreau.
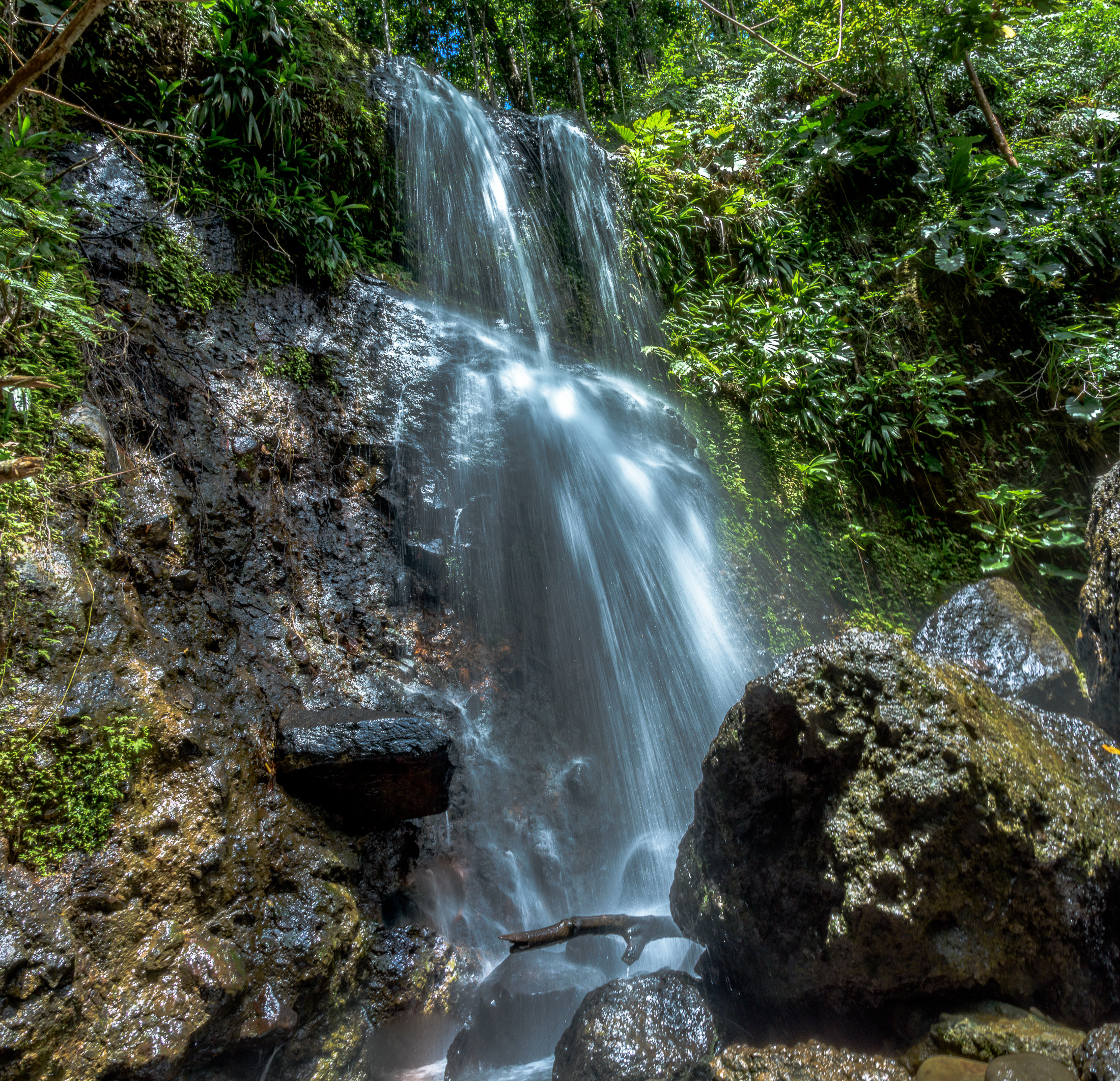
Saut des Trois Cornes.

La fréquentation de la soufrière est relativement stable sur la décennie de 2008 à 2018, un peu en dessous de 100 000 visiteurs par an.
Parmi les sites d'intérêt touristique on compte le zoo de Guadeloupe, aussi connu sous le nom de parc des Mamelles puisqu'il se situe au milieu de ces montagnes, et qui accueille une faune variée, mêlant espèces sauvages locales comme le Ti-Racoon, la mangouste ou l'iguane, et espèces exotiques comme le jaguar, certains singes et des Pandas roux.

### Impacts sur l'environnement
La forte fréquentation des sites du cœur associée au phénomène naturel d'érosion entraine une dégradation rapide des sentiers. Le parc national a donc décidé de ne pas autoriser la création de nouvelle manifestations sportive dans le cœur, en plus de celles existant déjà.
La surfréquentation menace directement les fragiles récifs coralliens de la réserve Cousteau, du nom du célèbre Commandant, sise autour des îlets Pigeon. Des bouées de mouillages ont été installées, elles doivent obligatoirement être utilisées pour l'amarrage des professionnels comme des plaisanciers. De plus, depuis la prise en gestion du site par le PNG le nombre de visite quotidienne est passée de deux à trois en accord avec les opérateurs de plongée, avec la mise en place de règles de comportement lors des plongées.

## Patrimoine naturel
La faune et la flore de la Guadeloupe sont très diversifiées et possèdent un fort taux d'endémisme, cependant elles sont menacées, à l'instar des biocénoses présentes sur les autres îles des Caraïbes qui leur a valu d'être reconnu comme point chaud de biodiversité. À la faune et la flore originelles sont venus s'ajouter des espèces invasives.

### Diversité animale et végétale
La riche avifaune guadeloupéenne compte trois espèces d'oiseaux-mouches (le Colibri huppé, Colibri madère et Colibri falle-vert), plusieurs espèces de grives (Grive à pieds jaunes, Merle à lunettes), des moqueurs (Moqueur grivotte, Moqueur corossol, Moqueur des savanes, Trembleur brun), des pigeons (Colombe rouviolette, Colombe à croissants, Colombe à queue noire, Tourterelle à queue carrée, Tourterelle à ailes blanches, Pigeon à couronne blanche, Pigeon à cou rouge), le Moucherolle gobemouche, des parulines (Paruline caféiette, Paruline jaune) mais aussi des espèces de faucons (Crécerelle d'Amérique, Faucon pèlerin, Faucon émerillon), des hérons (Héron vert, Héron garde-boeufs, Grand Héron, Aigrette neigeuse, Grande Aigrette, Aigrette bleue, Aigrette tricolore, Bihoreau gris, Bihoreau violacé, Petit Blongios). En mer et sur le littoral sont visibles la Frégate Superbe, le Pélican brun, plusieurs espèces de sternes, et deux espèces de phaétons (Phaéton à bec rouge, Phaéton à bec jaune). La Mouette atricille, présente que de mars à novembre, est la seule espèce de Larinae visible régulièrement en Guadeloupe. La Guadeloupe compte aussi des espèces menacées parmi ces oiseaux tels que la Grive à Pieds Jaunes, ou le pigeon à couronne blanche qui sont encore autorisés à la chasse.
Les chauve-souris comptabiliseraient quatorze espèces. C'est le seul groupe de mammifère indigène de l'île, toutes les autres espèces ayant été introduites par l'Homme. L'agouti est une espèce protégée en voie de disparition.
Dans les cours d'eau et étangs on peut observer les ouassous, crevettes d'eau douce locales. D'autres crustacés vivent sur la terre ferme : les crabes terrestres et crabes à barbe, ou encore des Bernard-l'hermites.
La Guadeloupe compterait 3 036 espèces d'insectes (38 237 en métropole), toutes sont a-priori présentent dans le parc. Les Coléoptères réunissent 1 396 espèces (soit 0,39 % de leur diversité mondiale), les Lépidoptères 456 espèces, les Hémiptères avec 307 espèces et les Diptères 190 espèces. 1 054 espèces sont endémiques aux Antilles ou à une zone plus restreinte. Certains des insectes guadeloupéens peuvent atteindre des tailles très élevées comme le Dynaste Hercule appelé localement scieur de long, un des plus gros coléoptères du monde, le papillon deuil, les phasmes cheval à diable.
Selon une étude préliminaire (par nature incomplète), menée en 2014, 17 espèces d'abeilles ont été recensées sur l'île de la Guadeloupe dont 2 sociales, à savoir l'abeille domestique introduite et Melipona variegatipes connu sous le nom de Ti'poban qui produit également du miel. Deux espèces sont endémiques stricte de la Guadeloupe et 5 endémiques des Antilles, la plus grande diversité d'espèce se rencontre dans les zones sèches de basses et moyennes altitudes.
Dans le parc, on recense pas moins de 2 500 espèces de plantes à fleurs, 274 de fougères et plus d'une centaine d'espèces d'orchidées.
Parmi les espèces d'arbres aux fruits populaires dans l'île, on compte notamment : le manguier, le goyavier, le cocotier, le papayer jaune, l'arbre-à-pain.

### Espèces endémiques

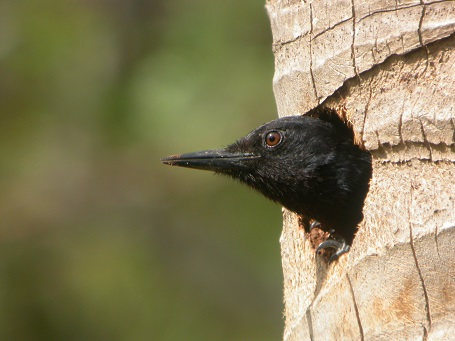
Pic de Guadeloupe.

La Guadeloupe compte une espèce d'oiseaux, une de chauve-souris et plusieurs espèces d'insectes endémiques. L'Iguane des Antilles est lui endémique des petites Antilles. L'Iguane des Antilles est classé en danger critique d'extinction par l'UICN, sous la menace de la perte de son habitat et de la concurrence de l'iguane commun invasif sur l'île.
La sérotine de Guadeloupe (Eptesicus guadeloupensis), seule espèce de chauve-souris endémique, est classée « en danger » dans la liste rouge de l'UICN.
Emblématique de l'avifaune locale, le Pic de Guadeloupe (Melanerpes herminieri), aussi appelé tapeur est le seul oiseau endémique de l'archipel et seul pic sédentaire des Petites Antilles, il n'en resterait qu'environ 20 000 individus.
Deux grenouilles forestières sont également endémiques de la Basse-Terre : l’hylode de Pinchon et l’hylode de Barlagne.
Holothele sulfurensis est une espèce de mygale endémique du massif de la Soufrière.
Sur les 84 espèces d'orchidées que compte la Basse-Terre, cinq sont endémiques de la Guadeloupe. De plus, l'étang Zombis accueille une espèce de plante aquatique endémique de son biotope et portant son nom : Helanthium zombiense découverte en 1982 et identifiée comme espèce à part entière en 2001.

### Le Lamantin

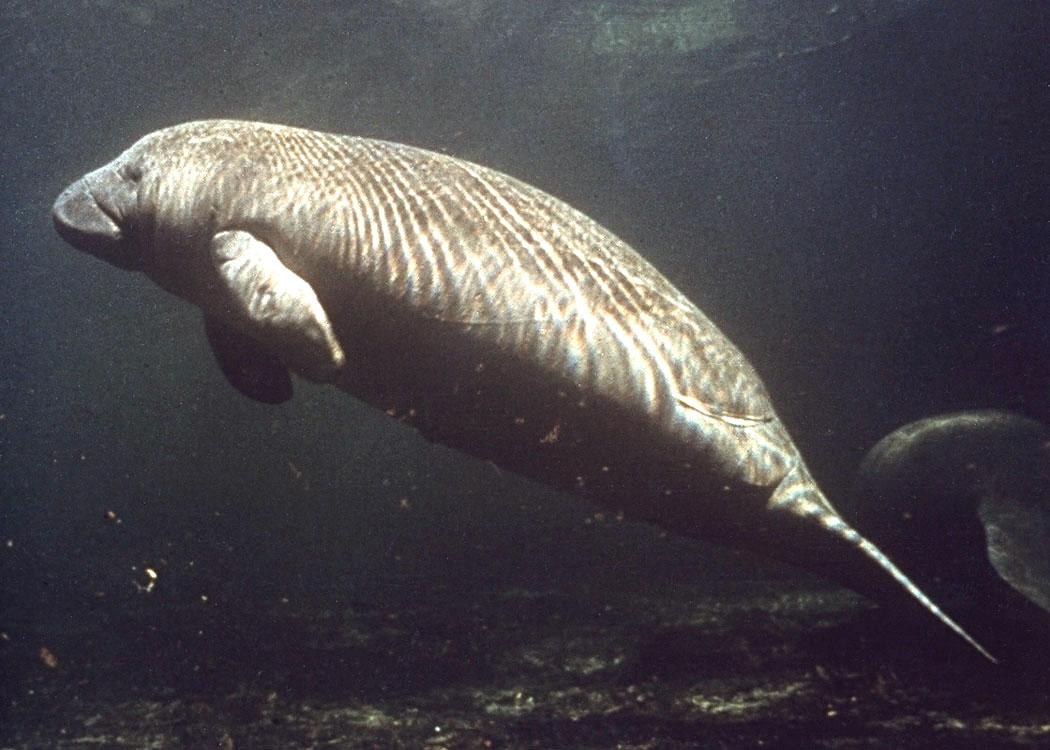
Le Lamantin Kaï a quitté la Guadeloupe en octobre 2018.

Le Lamantin des Caraïbes n'a plus été vu en Guadeloupe depuis le début du XXe siècle, la chasse avait provoqué sa disparition à l'échelle locale. Mais l'espèce a fait l'objet d'un programme de réintroduction dans le Grand Cul-de-sac marin,,. Le projet a débuté par une phase préparatoire entre 2010 et 2015, pendant laquelle des liens ont été créés avec des donneurs potentiels et un centre d'élevage installé. Cependant, le programme s'est heurté à de nombreuses contraintes, en particulier la difficulté de se procurer des animaux à réintroduire, avec l'annulation d'importation d'individus du Brésil, puis la mort d'un des deux individus importés de Singapour en 2016. En mars 2018, un rapport du Conseil général de l'environnement et du développement durable recommande une refondation du projet avec tous les acteurs concernés, et notamment avec la Région Guadeloupe, comprenant un chiffrage précis des moyens nécessaires et une analyse des risques.
En octobre 2018, l'Union européenne suspend son aide financière (LIFE Sirenia) au programme de réintroduction et le ministère de l’Écologie choisi de reporter le programme. Le lamantin Kaï, importé de Singapour, quitte la Guadeloupe en octobre 2018.

### Espèces éteintes et localement disparues
Plusieurs espèces endémiques sont aujourd'hui éteintes : parmi les reptiles, l'Ameive de la Guadeloupe, la Grande ameive et l'Holotropide roquet. Pour les oiseaux, trois espèces de psittacidés auraient disparu : le Ara de la Guadeloupe, l'Amazone de la Guadeloupe et la Pérrique de Guadeloupe, ainsi qu'une sous-espèce de Chevêche des terriers et une sous-espèce de Troglodyte familier.
Par ailleurs plusieurs espèces autrefois nicheuses ne se reproduisent plus en Guadeloupe : c'est le cas des Flamants des Caraïbes, Frégate superbe, Pétrel diablotin, Aigrette bleue et Balbuzard pêcheur.

### Espèces envahissantes
Les îles sont particulièrement sensibles aux invasions biologiques.
L'une des espèces les plus emblématiques de la faune du parc est le racoon, le raton-laveur a été importé des États-Unis au XIXe siècle. La mangouste de Java qui a été importée d'Inde pour lutter contre les rats introduits involontairement par les humains, est à son tour devenue une espèce invasive très commune sur l'île. La fourmi manioc, envahisseur venue d'Amérique du sud, a entraîné des dégâts importants sur les cultures maraîchères, et s'attaque aujourd'hui aux fougères de la forêt tropicale.
Dans les eaux douces et zones humides, douze espèces invasives ont été répertoriées, la principale étant la jacinthe d'eau (Eichhornia crassipes), la laitue d'eau (Pistia stratiotes), l'amourette-rivière (Mimosa pigra) et le roseau de Saint-Domingue (Typha domingensis) sont également présents.
En mer, le Poisson-lion (de l'anglais lionfish), aussi appelé rascasse volante, est arrivé en 2010, et cause des dommages importants aux populations de poissons indigènes. Pour lutter contre cette espèce des moyens importants sont déployés.

## Milieux

### Forêt tropicale humide
La forêt tropicale humide dense recouvre 80 % de la zone cœur du parc, entre 300 et 1 000 m d'altitude. C'est une forêt dense et luxuriante de montagne, possédant de très grands arbres (30 à 40 m) : gommier blanc, acomat-boucan, châtaignier, les arbres du genre Sloanea sont les plus grands ; des arbres moyens (6 à 10 m) : marbri ou bois-bandé, laurier rose ; des arbustes et herbacées (0 à 10 m) : palmiste montagne, balisier, fougère ; de nombreuses plantes suspendues : broméliacées, philodendrons, aile-à-mouche, orchidée ; des lianes.
Vingt-huit espèces d'oiseaux nichent dans cette forêt.

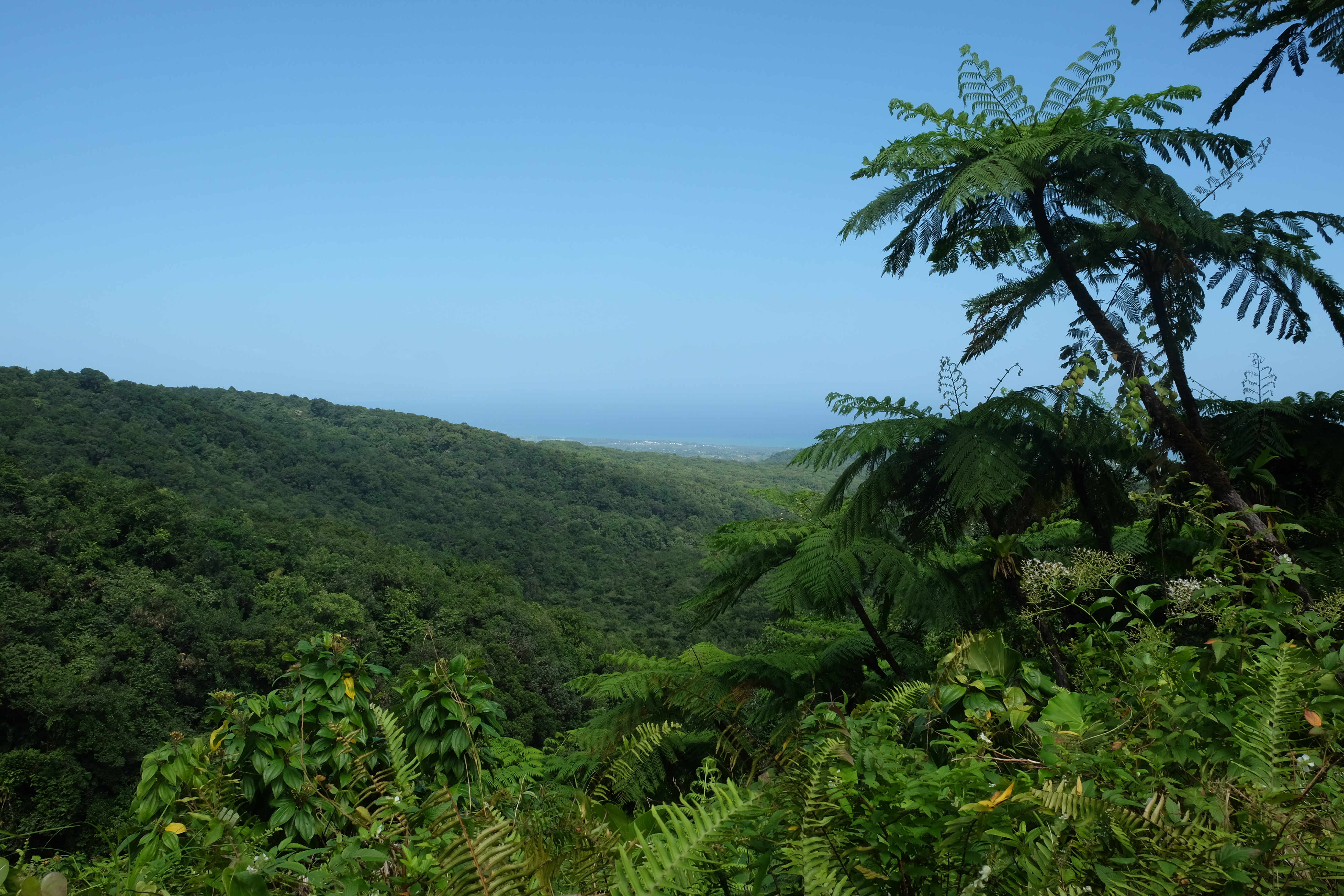
La forêt tropicale humide au Sud-Est de la Basse-Terre
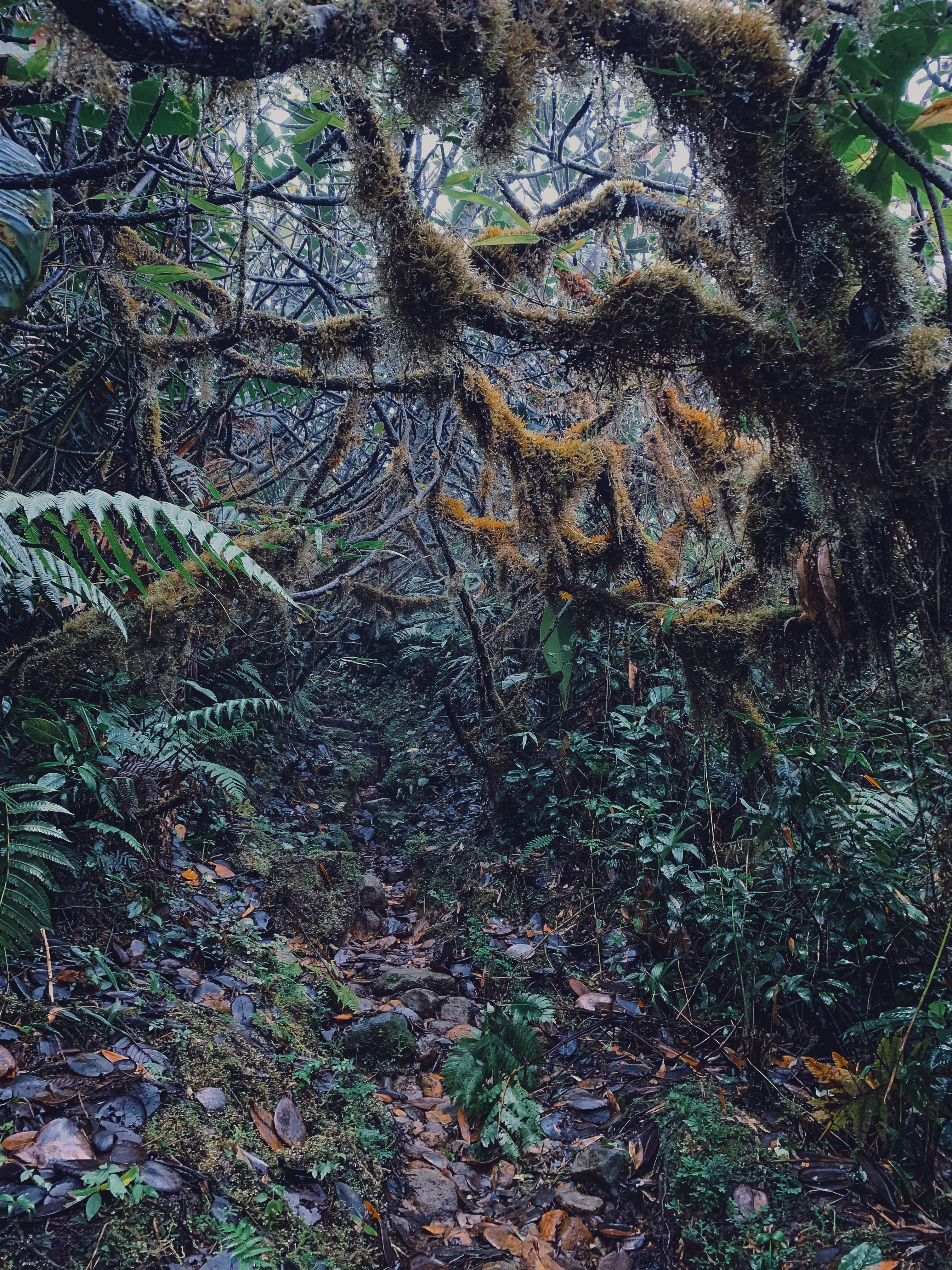
Forêt de la Soufrière
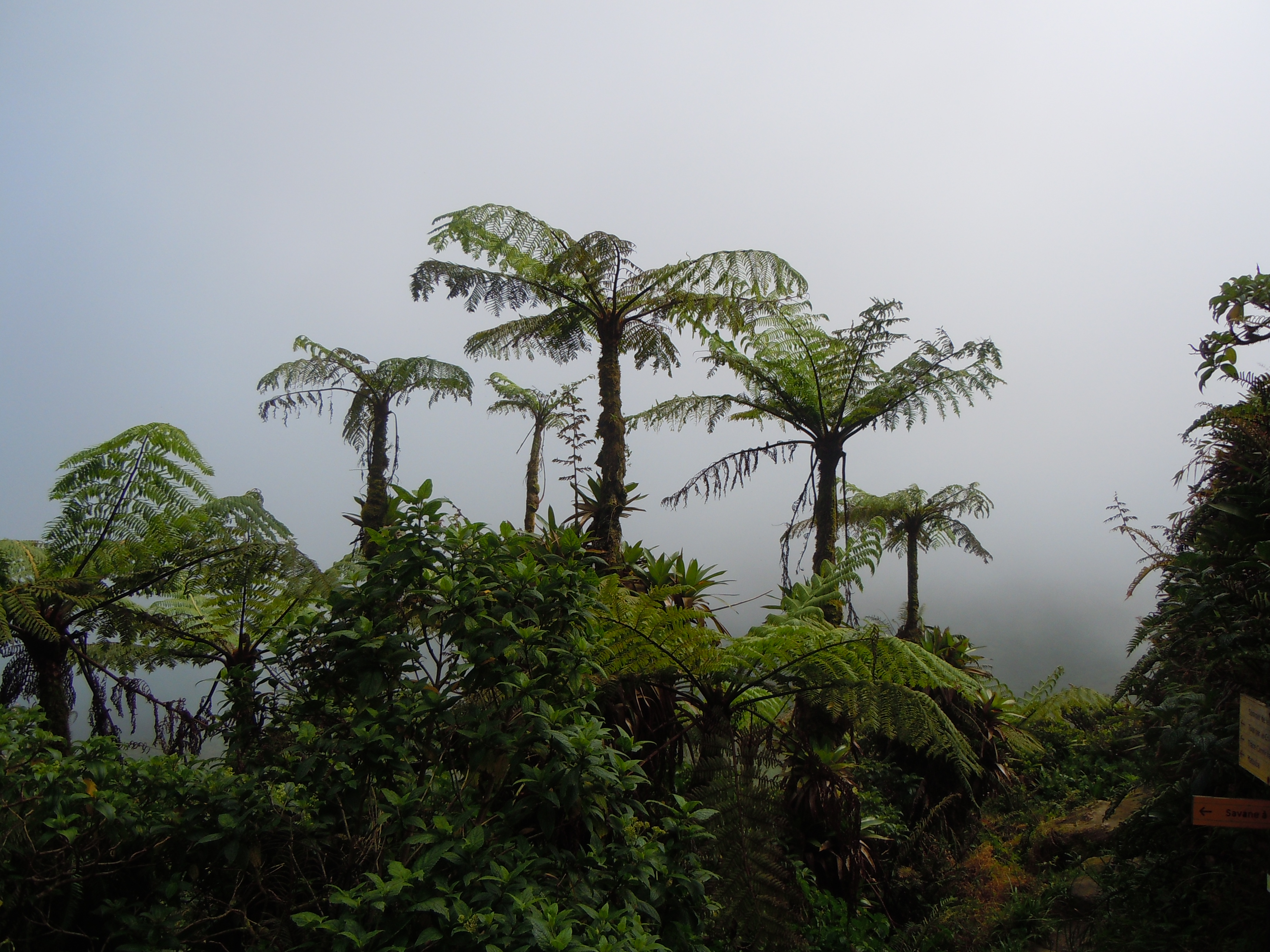
Cyathea arborea à la Soufrière (Guadeloupe)

### Forêt xérophile
Autrement appelée forêt sèche, elle occupe la Grande-Terre et la côte sous le vent de la Basse-Terre. Les espèces présentes sont, pour la strate arborée le gommier rouge, le Mapou, le Courbaril, l'Acomat bâtard. Sur les pentes volcaniques de la Basse-Terre il est même possible de trouver du Bois de rose. Les feuilles des arbres y sont souvent poilues, petites et épaisse pour résister à la sécheresse, les arbres perdent en général leurs feuilles pendant la saison sèche.
C'est l'un des milieux les plus touchés par les activités humaines sur l'île, extraction de bois pour le feu, incendies ou défrichage. De la couverture originelle de cette forêt il ne subsisterait que 11 000 ha, soit moins de 15%. Elle est remplacée par une forêt d'acacia dans les zones dégradées.

### Milieu montagnard tropical
Le cœur du parc est composé d'une chaîne de montagnes qui sont, en fait, d'anciens volcans, à l’exception de la plus haute, la Soufrière, qui est un volcan encore en activité. Parmi les sommets rocheux, on compte notamment le Morne à Louis, le Morne Moustique, le Morne Incapable, le Morne Léger et les Pitons de Bouillante, mais aussi, naturellement, les célèbres Mamelles.
Au-dessus de 1 000 m, se développe une forêt d'altitude, beaucoup plus basse et rabougrie en raison de la forte humidité et de la présence quasi constante de nuages. Il s'agit d'une végétation faite de savanes humides royaumes des mousses, des lichens, des sphaignes, de plantes plus vigoureuses : mangles-montagnes, ananas-montagne… au milieu desquelles se développent aussi certaines plantes à fleurs : violettes des hauts, fuchsias-montagne, thym-montagne.

### Zone littorale

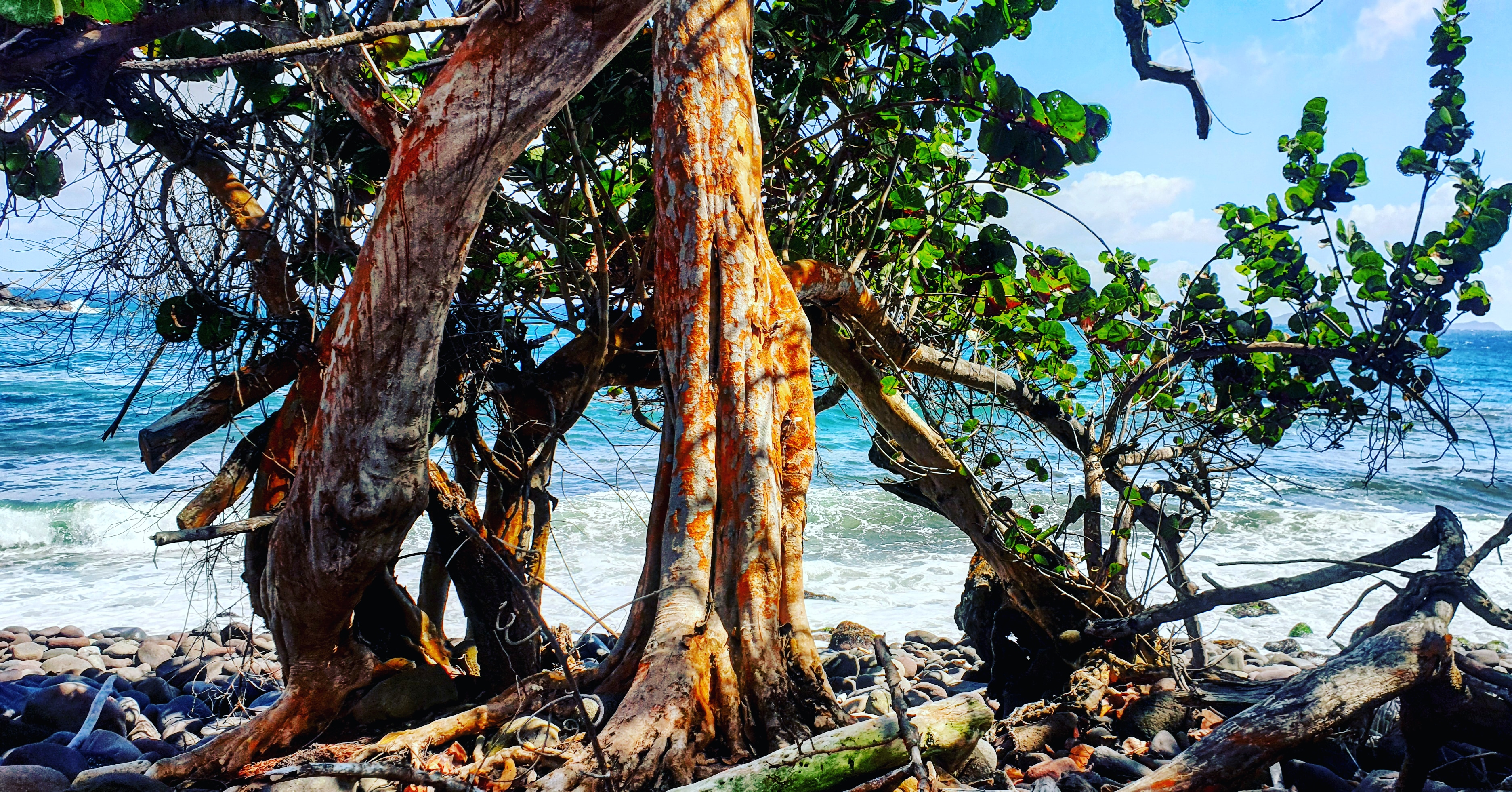
La plage et sa végétation.

Les côtes de l'archipel de la Guadeloupe se déroulent sur 630 km, ce qui en fait le département ultramarin avec le plus long littoral. Le BRGM note que 25 % de la côte est soumise à l'érosion, contre 12% en régime d'accrétion (extension).

Sur l'ensemble de l'archipel guadeloupéen, 22% du rivage est constitué de falaises, 33% d'affleurement rocheux de faible hauteur ou avec des accumulations détritiques, les plages s'étendent sur 18% du littoral et les mangroves ouvertes environ 14%.

#### Plages
La végétation s'y développe beaucoup plus difficilement à cause de la salinité de l'air et du sol, l'ensoleillement et la sécheresse, ainsi que la force du vent. Les espèces les plus courantes sont le raisinier bord de mer et le poirier. La forêt littorale en arrière plage est l'habitat des sphérodactyles fantastiques, endémiques des Antilles, qui se cachent dans la litière abondante. Trois espèces de tortues marines viennent pondre sur les plages.

#### Falaises
Les falaises sont d'importants sites de nidification pour plusieurs espèces d'oiseaux marins, le phaéton à bec rouge par exemple. Les grottes qui les percent sont utilisées comme gîte par des chauves-souris durant la journée. Ont y rencontre des lézards et des anolis, amateurs de varappe.
Les conditions climatiques et édaphiques qui y règnent sont extrêmes, ainsi elles ont permis l'installation de cactées dont trois espèces rares en Guadeloupe.

### Mangrove

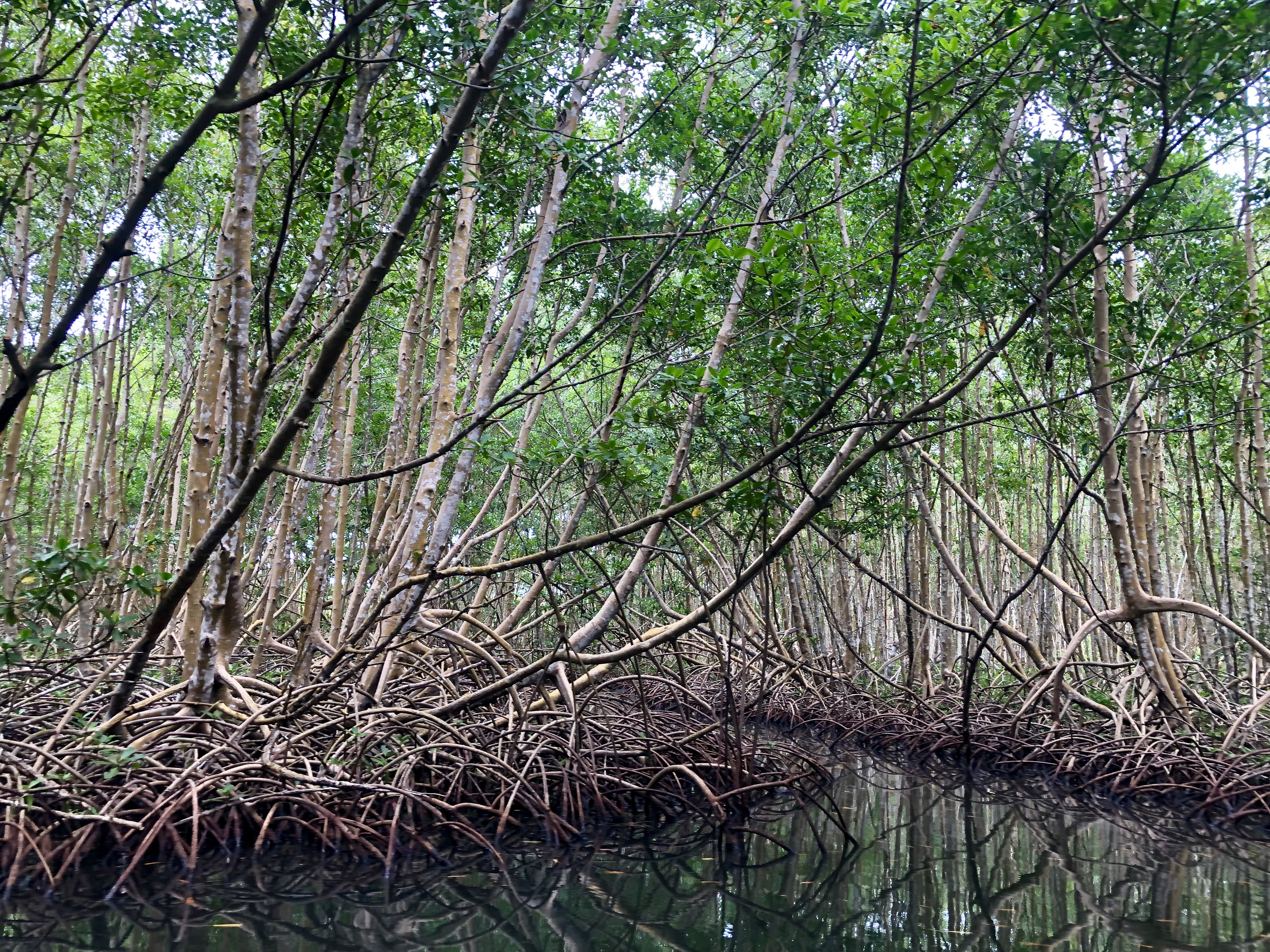
Mangrove de Guadeloupe.

La mangrove est une forêt littorale inondée en permanence ou ponctuellement par de l'eau douce ou salée. Très développée en Guadeloupe en raison de l'importance des récifs coralliens qui protègent une grande partie du littoral de la houle du grand large. Quelque 3 700 ha sur les 8 000 ha de mangrove de la Guadeloupe ont été intégrés aux cœurs du parc national en juin 2009.
La végétation est structurée en trois niveaux, du plus proche de la mer au plus éloigné : Au premier plan, on trouve les palétuviers rouge, dont les racines échasses, immergées, servent de support à des coquillages dont les huitres des palétuviers, des éponges et des balanes. À une dizaine de mètres de la mer c'est le niveau à Palétuvier noir, on parle de mangrove arbustive. Vient en troisième les palétuviers blancs qui forment la mangrove haute. Ce milieu est un refuge pour les poissons et crustacés.
En arrière de la mangrove, dans les zones où la marée et donc le sel, ne pénètre pas, la forêt marécageuse, unique à la Guadeloupe, se développe. L'espèce la plus représentée est le Mangle-médaille.

### Récifs coralliens et herbiers

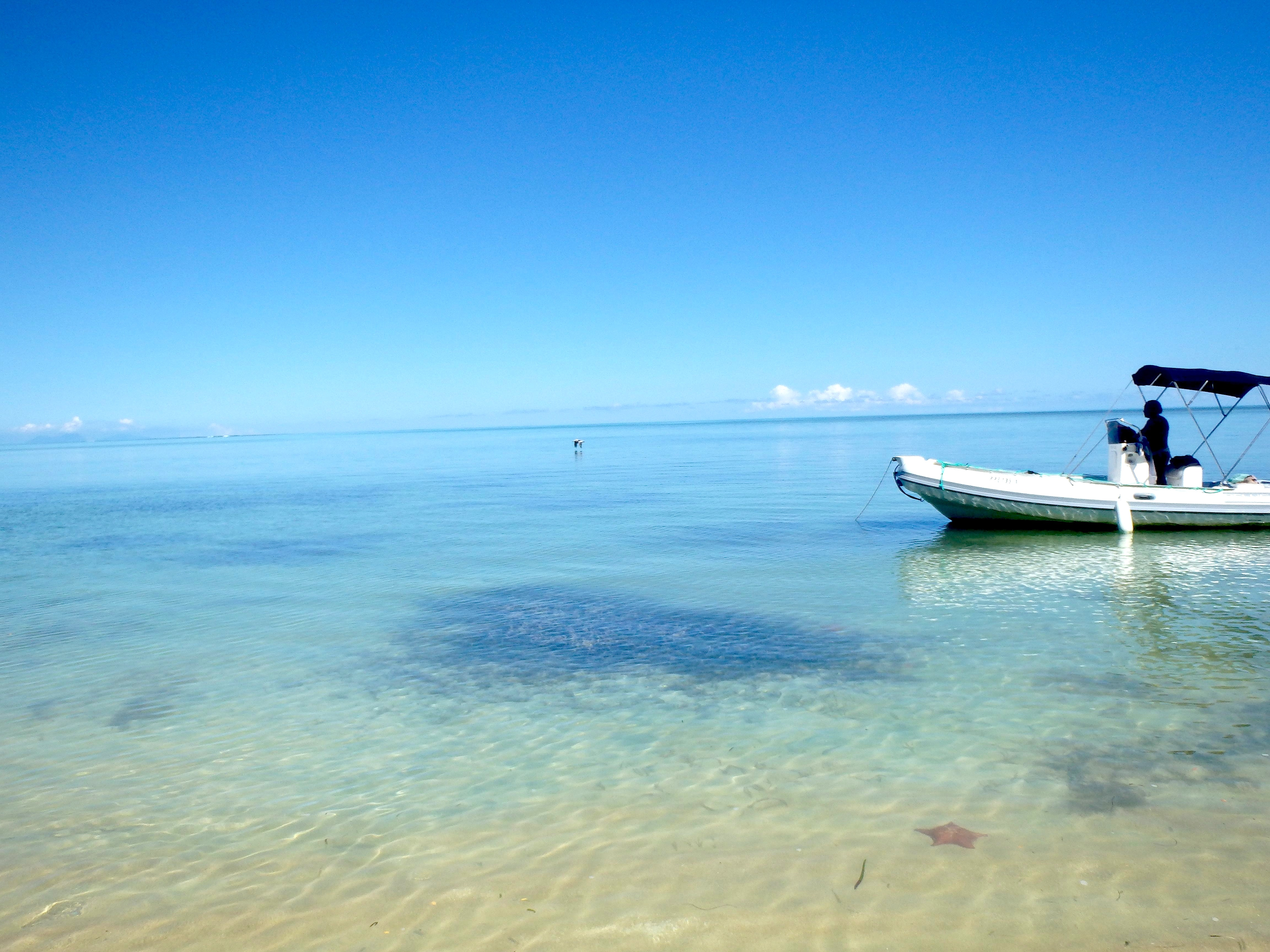
Îlet à Fajou dans le Grand Cul-de-sac marin.

La côte au vent de la Basse-Terre est bordée par un récif frangeant, les côtes abritées du vent accueillent elles des communautés de coraux non-bioconstructrices (coraux mous).
Une barrière de corail de 29 km de long ferme un vaste lagon entre la Basse-Terre et la Grande-terre, en direction du nord, c'est la baie du Grand Cul-de-sac marin. Elle y abrite des herbiers et une dizaine d'îlots dit îlets. De nombreuses espèces d'oiseaux comme la sterne de dougall, la petite sterne, la mouette atricille et les pélicans bruns ou des échassiers s'y installent pour nidifier. La baie est bordée côté terre par la mangrove, de la forêt marécageuse et des marais.

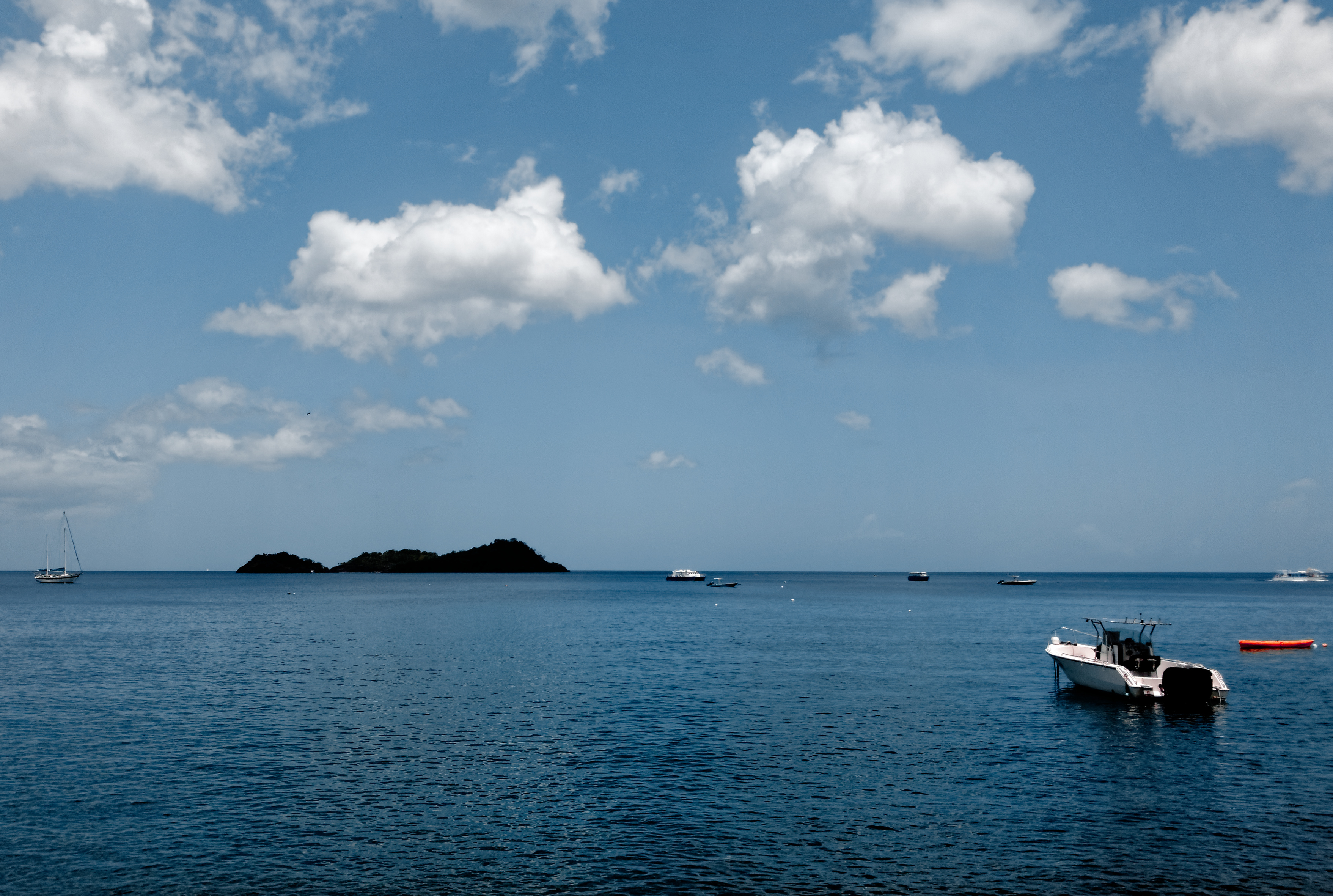
La réserve Cousteau et les îlets Pigeon.

Les formations coralliennes des Îlets Pigeon, situés à l'Ouest de la Basse-Terre, c'est-à-dire en côte sous le vent, réunissent 64 espèces de coraux, 155 espèces de poissons et près de 70 d'éponges. Cette biodiversité exceptionnelle se trouve cependant menacée par une certaine surfréquentation. 10 000 plongées par an y sont organisées, en plus d'autres activités touristiques.
Les herbiers de phanérogames marines sont composés d'Herbe à tortue (Thalassia testudinum) et d'Herbe à lamantin (Syringodium filiforme) principalement, ils s'étendent sur environ 9 725 ha. Ils servent de frayère et de zone d'alimentation à de nombreuses espèces de poissons, tels que les poissons-chirurgiens. En 2004, 77 espèces de poissons, appartenant à 32 familles, ont été identifiées dans les herbiers du GCSM, les individus présents sont majoritairement des juvéniles. Deux communautés sont identifiées : une en bordure de mangrove et une, toujours dans les herbiers, mais plus au large.

### Milieu marin pélagique
L'aire marine adjacente du PNG est une illustration de la volonté de la France de créer un sanctuaire marin pour la sauvegarde des Cétacés. Les espèces les plus fréquemment observées sont le Grand Cachalot et le Dauphin tacheté pantropical. Le Globicéphale tropical est une espèce présente toute l'année dans les eaux de l'archipel. À l'inverse, les Baleines à bosses ou les Rorquals , deux migrateurs, s'observent en plus grand nombre entre novembre et avril pour la mise bas. Neuf espèces de dauphins sont recensées. Le Cachalot nain, l'Orque naine ou le Pseudorque sont des espèces plus rarement observées.

### Eaux douces
La majorité des espèces de poissons et de crustacés des cours d'eau de la Guadeloupe sont des migrateurs qui effectuent une partie de leur cycle de vie en eaux douces et une partie en eaux salée ou saumâtre (dans les estuaires).

## Patrimoine culturel

### Monuments historiques classés et inscrits

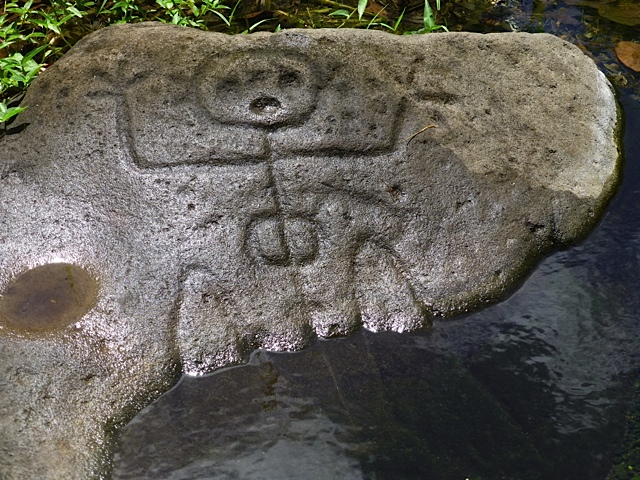
Pétroglyphe amérindien (roche gravée), Trois-Rivières.

Trois époques ont fourni chacune leur patrimoine historique en Guadeloupe :

La période amérindienne livre ses secrets par des gisements de archéologiques de sites amérindiens et en particulier des pierres gravées, présentes dans le lit de certains cours d'eau, réparties sur vingt-cinq sites. D'antiques villages, avec un abondant artisanat de céramique, étaient situés sur la côte sud de la Basse-Terre principalement.
Les forts, les habitations, des hôtels particuliers sont les témoins de l'histoire coloniale de la Guadeloupe. Ce patrimoine permet de perpétuer la mémoire de l'esclavage. L'industrie sucrière, enfin, a laissé ses traces dans le paysage, avec des moulins ou des vestiges d'usines.

### Culture Créole Guadeloupéenne
La valorisation de la culture créole dans la charte est axée sur deux orientations :
- La défense de l'artisanat local, notamment avec la création d'un label de fabrication local et le développement de partenariat entre artisans et centres de formation.
- Transmission de la culture, des contes et légendes, des chants, des proverbes et expressions en passant par la langue créole.

## Peuplement et activités humaines
Habitants permanents : 272 000 dans le périmètre optimal. Le cœur est grandement inhabité.

## Agriculture

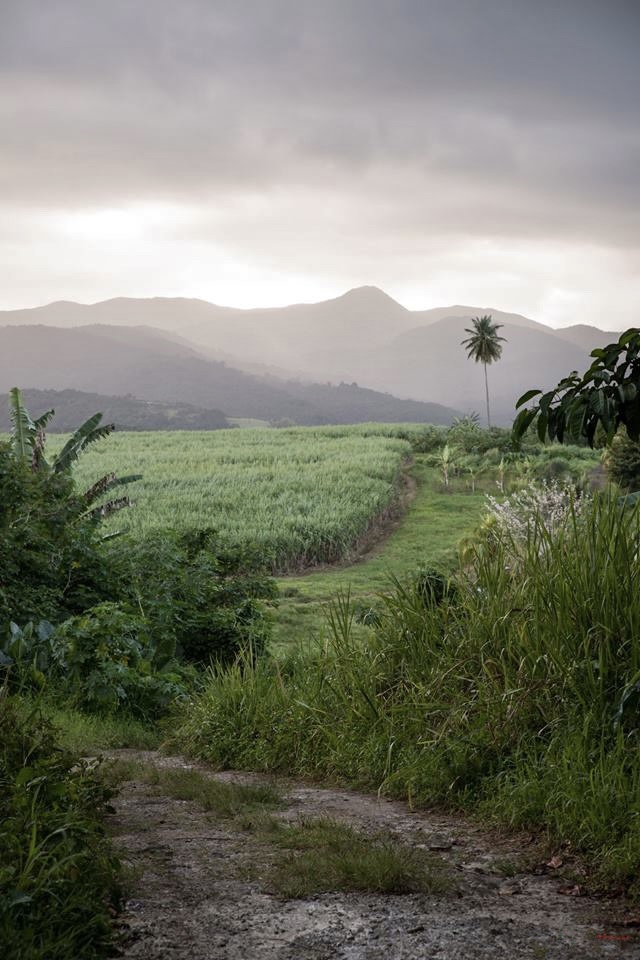
Vue sur les champs de Canne à sucre, nord de la Basse-Terre.

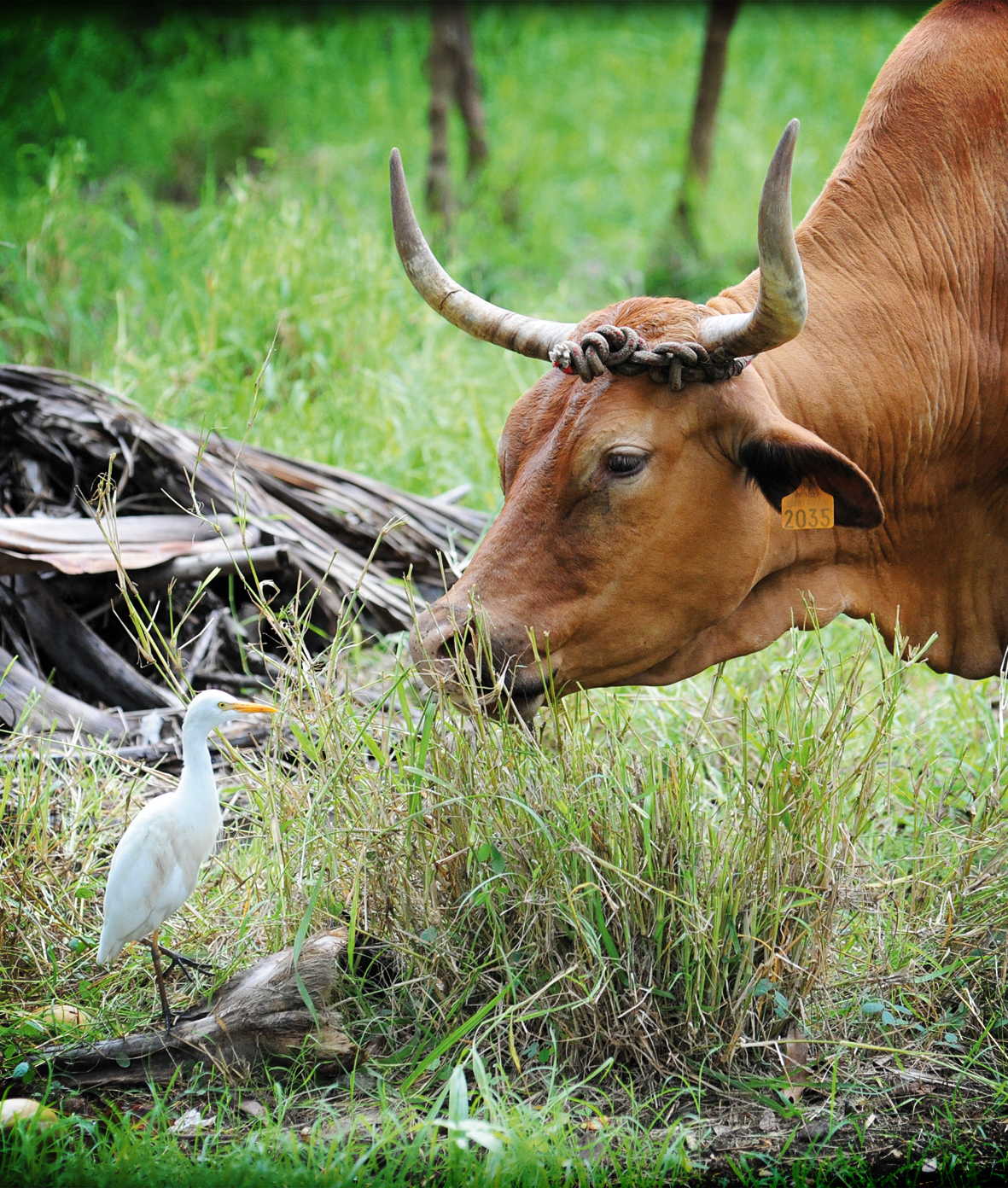
Héron garde-bœufs et une vache.

La production sur le territoire du parc national de la Guadeloupe est principalement, orienté vers des cultures d'exportations comme la banane ou la canne à sucre. L'utilisation intensive de pesticides dans les bananeraies en particulier de Chlordécone a entrainé une importante pollution des sols, des eaux et de l'ensemble de la chaine alimentaire de l'île. Cette culture est majoritairement concentrée dans le sud de la Basse-Terre à des altitudes faibles.

La culture traditionnelle du café est encore pratiquée et exporte un produit destiné aux épiceries fines d'Europe ou du japon.
L'élevage est également présent en basse altitude, et l'on peut observer les vaches de race créole déambuler dans les prés humides de la Basse-Terre, gardées par de petits hérons blancs.
Sur la portion du PNG situé sur la grande-terre, des cultures maraîchères se sont développées, entre autres le melon.

## Un parc dans les Caraïbes
Le parc national de la Guadeloupe participe à la convention de Carthagène et plus particulièrement au programme sur l'environnement marin de la grande région Caraïbe, mis en place grâce à une convention entre la France et le Programme des nations unies pour l'environnement.
Il existe une autre aire protégée dans les Antilles françaises, le parc naturel régional de la Martinique.